# Малая история искусств
«Малая история искусств» — советская серия книг в карманном формате (84x108/32; 130х200 мм) и мягкой обложке, кратко, популярно и с обилием иллюстраций рассказывающая о различных эпохах истории искусства. Выпускалась с 1972 года по 1991 год, вышло всего 10 книг, таким образом, охватить всю историю искусств мира не удалось (как минимум, не были созданы тома про Ренессанс и XIX век, и все прочие континенты, кроме Европы и Азии).
Совместный проект издательств Советского Союза «Искусство» (Москва) и Германской Демократической республики — «Veb Verlag Der Kunst» (Дрезден). Авторами книг выступали советские и немецкие искусствоведы.
В 2000-х годах «Азбука-классика» начала выпускать своего рода перезапуск серии под названием «Новая история искусства», авторами которой были современные искусствоведы. Эта новая серия сравнивается с советской, в ней заметно «желание отечественных искусствоведов сбросить узы идеологической цензуры», присутствовавшие в советском издании.

## Состав
По хронологии:
- Мириманов В. Б. Первобытное и традиционное искусство. Художник И. Жихарев. (Dresden: Veb Verlag Der Kunst, 1973; Москва: Издательство «Искусство», 1973. — Серия «Малая история искусств»)
- Афанасьева В. К. Искусство Древнего Востока. Авторы: Вероника Константиновна Афанасьева, Владимир Григорьевич Луконин, Наталья Алексеевна Померанцева. Под общей редакцией И. С. Кацнельсона. Художник И. Жихарев. (Dresden: Veb Verlag Der Kunst, 1977; Москва: Издательство «Искусство», 1976. — Серия «Малая история искусств»)
- Ривкин Б. И. Античное искусство. Под общей редакцией Н. А. Сидоровой. Художник И. Жихарев. (Dresden: Veb Verlag Der Kunst, 1972; Москва: Издательство «Искусство», 1972. — Серия «Малая история искусств»)
- Тяжелов В. Н. Искусство средних веков в Западной и Центральной Европе. Общая редакция А. М. Кантора. Художник И. Жихарев. (Dresden: Veb Verlag Der Kunst, 1981; Москва: Издательство «Искусство», 1981. — Серия «Малая история искусств»). Искусство Франции, Германии, Англии, Италии, Испании, Чехии, Польши, Венгрии, Скандинавских стран и др.
- Тяжелов В. Н. Искусство средних веков. Авторы: Венедикт Николаевич Тяжелов, Олег Игоревич Сопоцинский. Под общей редакцией А. М. Кантора. Художник И. Жихарев. (Dresden: Veb Verlag Der Kunst, 1975; Москва: Издательство «Искусство», 1975. — Серия «Малая история искусств»). В том вошли Византия, Болгария, Сербия, Армения, Грузия, Древняя Русь, Украина и Белоруссия.
- Прусс И. Е. Западноевропейское искусство XVII века. Введение и общая редакция А. М. Кантора. (Dresden: Veb Verlag Der Kunst, 1974; Москва: Издательство «Искусство», 1974. — Серия «Малая история искусств»)
- Искусство XVIII века. Авторы: Анатолий Михайлович Кантор, Елена Федоровна Кожина, Нина Александровна Лившиц, Борис Алексеевич Зернов, Людмила Николаевна Воронихина, Екатерина Алексеевна Некрасова. Общая редакция A.M. Кантора. Художник И. Жихарев. (Dresden: Veb Verlag Der Kunst, 1978; Москва: Издательство «Искусство», 1977. — Серия «Малая история искусств»)
- Полевой В. М. Искусство XX века (1901—1945). Словарь художников XX века и библиография составлены Е. Е. Андреевой и Т. А. Гатовой. Художник И. С. Жихарев. (Москва: Издательство «Искусство», 1991. — Серия «Малая история искусств»)

По регионам:
- Виноградова Н. А. Искусство стран Дальнего Востока. Авторы: Надежда Анатольевна Виноградова, Наталья Сергеевна Николаева. Художник И. Жихарев. (Dresden: Veb Verlag Der Kunst, 1980; Москва: Издательство «Искусство», 1979. — Серия «Малая история искусств»)
- Моде, Хейнц. Искусство Южной и Юго-Восточной Азии. Общая редакция русского издания В. В. Вертоградовой и Д. В. Деопика. Перевод с немецкого А. И. Исаевой. Художник серии И. Жихарев. (Dresden: Veb Verlag Der Kunst, 1978; Москва: Издательство «Искусство», 1978. — Серия «Малая история искусств»)